# Bartholome Honnerlag

Bartholome Honnerlag-Zellweger, 1765

Bartholome Honnerlag (* 19. August 1740 in Trogen; † 22. August 1815 ebenda, heimatberechtigt in ebenda), war ein Schweizer Arzt, der vierten Generation der in Trogen sesshaften Familie Honnerlag angehörig. Neben seiner erfolgreichen Arztpraxis in Trogen war er politisch tätig, sowohl als Gemeindehauptmann von Trogen als auch als Landeshauptmann und Landesstatthalter.

## Leben und Wirken

### Privatleben
Bartholome Honnerlag wurde als Sohn des Bartholome Honnerlag (1700–1774), ebenfalls Arzt, und der Maria Elisabeth Honnerlag-Walser (1705–1770) geboren. Zu seinen Geschwistern gehören unter anderem Sebastian (1735–1801), Johann Georg und Johann Conrad Honnerlag (1738–1818), die sich, entgegen der Familientradition, nicht mit Medizin beschäftigten, sondern sich zu Kaufmännern ausbilden liessen. Im Jahre 1761 liess Bartholome Honnerlags Vater den «Sonnenhof» durch den Baumeister Hans Ulrich Grubenmann erbauen. Es war als Wohnhaus und als Arztpraxis für Bartholome Honnerlag bestimmt, welcher den Sonnenhof 1764 bezog.

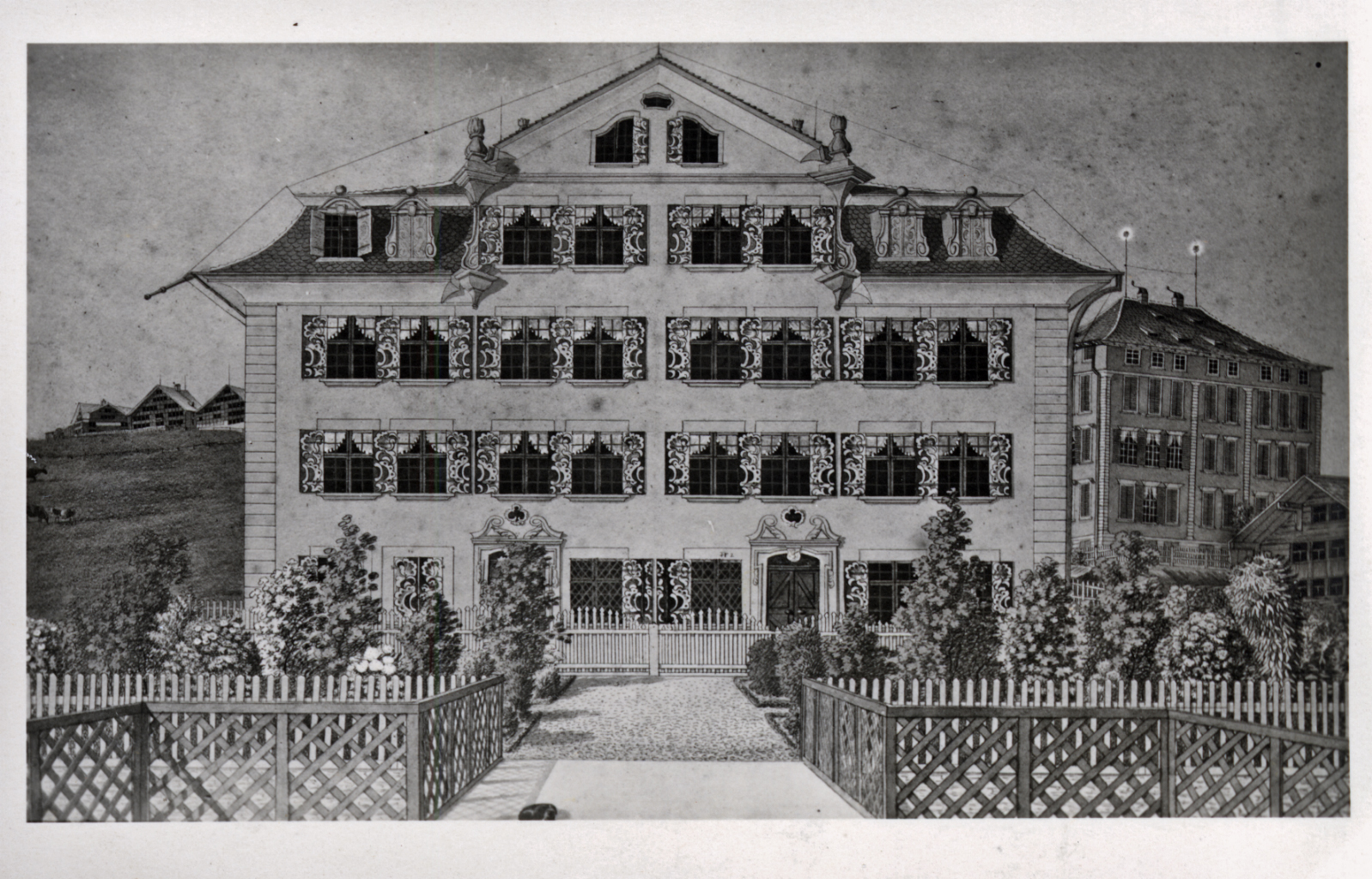
Sonnenhof Trogen

Ein Jahr später heiratete Honnerlag die 19-jährige Rosina Zellweger (1746–1828), Tochter von Conrad Zellweger (1694–1771), Familienmitglieder der Patrizierfamilie Zellweger. Gleichzeitig wurde Rosinas Schwester mit Sebastian (1735–1801), dem Bruder von Bartholome Honnerlag verheiratet. Rosina gebar Bartholome drei Söhne und zwei Töchter. Darunter war Hans Conrad Honnerlag (1746–1839), der letzte männliche Namensträger der Familie.

Rosina Honnerlag-Zellweger

Rosina und Bartholome führten den Sonnenhof als offenes Haus. Beide waren musikalisch, Bartholome spielte Violine, Rosina Orgel. Über ihr Privatleben ist wenig bekannt. Es bleibt offen, wie stark Honnerlag seine Frau in seinen Berufsalltag einband und wie sich ihre Ehe im Laufe der Zeit entwickelte. Ein paar Briefe von Rosina an den Pfarrer und Seelsorger Johann Caspar Lavater weisen darauf hin, dass sie unter depressiven Störungen litt. Honnerlag dagegen blieb in seinen Briefen zu Johann Caspar Hirzel sachlich und erwähnte weder seine Kinder noch seine Frau.

### Berufliche Laufbahn
Honnerlag absolvierte sein Medizinstudium in Zürich, Basel, Strassburg und Paris. 1763 begann er seine Karriere als Dr. med. in Basel. Ein Jahr später bezog er seine Arztpraxis in dem für ihn neu erbauten Sonnenhof in Trogen. Vor ihm hatte Laurenz Zellweger in Trogen als Arzt gewirkt. Bald hatte er auch Patienten aus St. Gallen, dem Thurgau und aus Vorarlberg. Bartholome eröffnete in seinem Wohnhaus eine Privatklinik für Geisteskranke, in der jeweils fünf bis sechs Patienten weilten.
Die neben der Lutzschen Anstalt in Rehetobel erste psychiatrische Klinik auf Kantonsgebiet erhielt bald einen guten Ruf. Zu den Patienten zählten unter anderem auch Landesfähnrich Johannes Zellweger-Hirzel (1730–1802) und Landammann Johann Ulrich Schiess (1711–1775). Honnerlag arbeitete nach der Viersäftelehre. Diese sieht Krankheit als Ursache eines Ungleichgewichts der vier Körpersäfte Blut, Schleim, gelber und schwarzer Galle.
Während seiner Tätigkeit als Arzt unterhielt Honnerlag einen Briefwechsel von insgesamt dreizehn Briefen mit dem Zürcher Stadtarzt Hans Caspar Hirzel, der auch Honnerlags Vetter war. Ausschlaggebend für diesen Gelehrtenaustausch war 1766 ein in der Privatklinik Trogen weilender Patient namens Hirzel, dessen Gesundheitszustand in den Briefen besprochen wurde.

### Politischer Werdegang
Honnerlag bekleidete ab 1784 das Amt des Gemeindehauptmann von Trogen. Zwei Jahre später wurde er Ausserrhoder Landeshauptmann, 1794 wechselte er seinen Posten und wurde Landesstatthalter. Von diesem Amt trat er zurück, aus Protest gegenüber den Unruhen und revolutionären Aktionen der ‚Franzosenpartei‘, die Anhänger der Revolution waren.